# Millard (Misuri)
Millard es una villa ubicada en el condado de Adair, Misuri, Estados Unidos. Según el censo de 2020, tiene una población de 79 habitantes.

## Geografía
Está ubicada en las coordenadas 40°6′27″N 92°32′45″O / 40.10750, -92.54583 (40.10749, -92.545962). Según la Oficina del Censo de los Estados Unidos, tiene una superficie de 0.31 km², correspondiente en su totalidad a tierra firme.

## Demografía
Según el censo de 2020, hay 79 personas residiendo en la zona. La densidad de población es de 254.84 hab./km². El 92.41% de los habitantes son blancos, el 1.27% es afroamericano, el 1.27% es de otra raza y el 5.06% son de una mezcla de razas. Del total de la población, el 7.59% son hispanos o latinos de cualquier raza.